# Hälsning
Flera uppslagsord leder hit. Se Hej, Skellefteå kommun för byn, Välkomma för bägaren och Hallå? för musikalbumet.

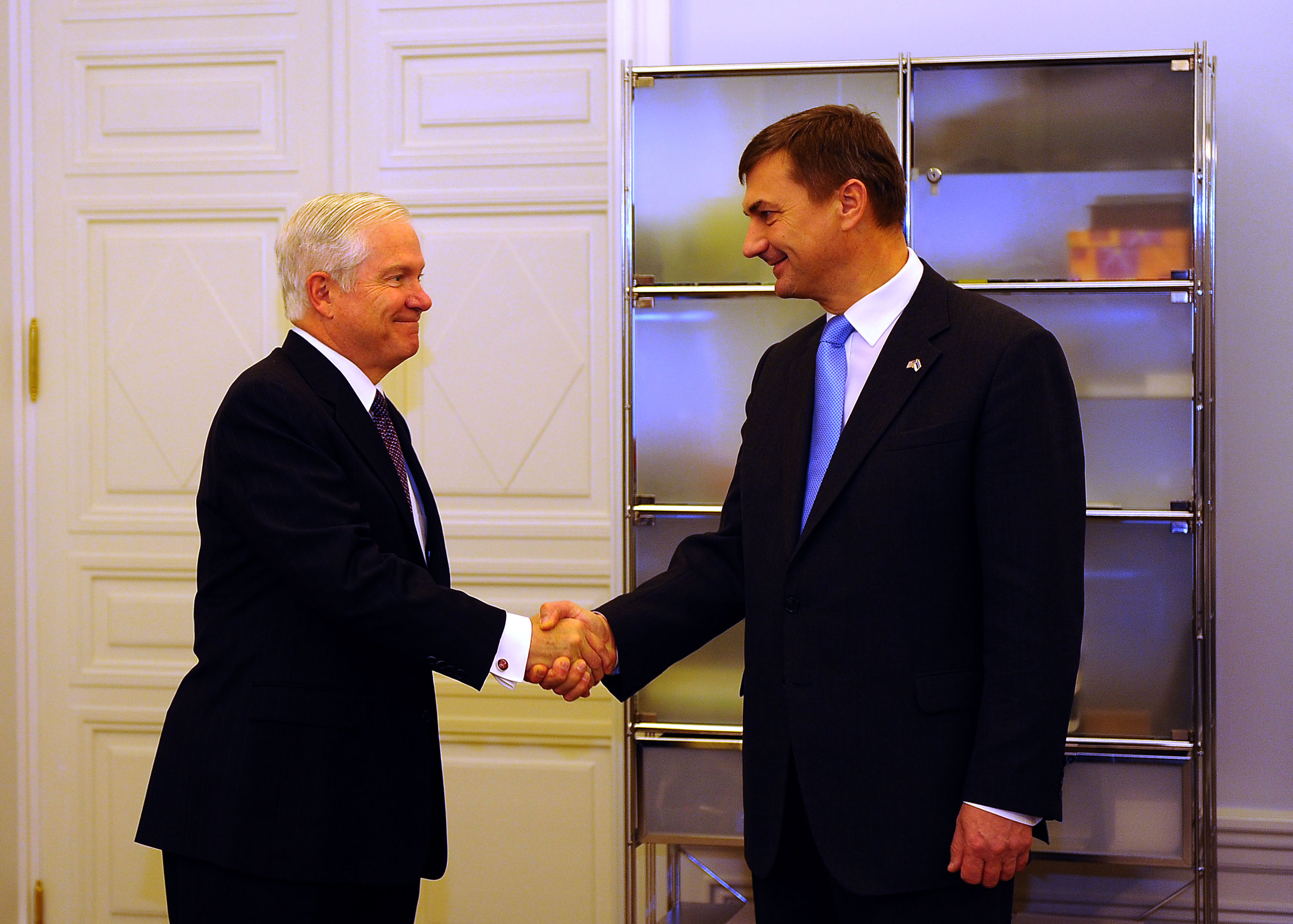
Handskakning är en vanlig form av hälsning.

En hälsning är ett budskap som framförs av människor som möts eller skiljs åt i syfte att markera vänskap eller social status. Hälsningar kan framföras med ord eller gester. Ett exempel på en hälsning, vanlig i västvärlden, är handskakningen. Även kindpussar är vanliga som hälsningar i delar av världen. Under Covid-19-pandemin blev dessa dock delvis ersatta av bugningar och en typ av armbågshälsning, eftersom detta ansågs minska risken att smitta andra människor.

## I svenskan
När man hälsar på en person kan man på svenska till exempel säga "hej" eller "god dag" och när man lämnar personen "hejdå" eller "adjö". God dag är dock mer formellt i svenskan, men vanligare i finlandssvenskan. Ordet "hallå" som hälsning är inte så vanligt i finlandssvenskan.
Uttrycket "tjänare", även stavat "tjenare", är vad som blivit kvar av hälsningsfrasen "Er ödmjuke tjänare".
Tjänare var ett vanligt hälsningsord under 1700-talet. Utifrån det har det bildats olika informella kortformer och ombildningar som "tjaba", tjäna/tjena, tja, tjänis/tjenis och tjänix(en)/tjenix(en). Tjänare/tjenare kan även användas ironiskt. Förr kunde "tjänare, tack" vara ett ironiskt "nej, tack". Ett ironiskt uttryck som fortfarande förekommer är "jo, tjänare".

### Hej
Det nu vanliga hälsningsordet "hej" var tidigare bara en interjektion. Ordet började först användas som hälsning av medlemmarna i Götiska förbundet under tidigt 1800-tal, som ansåg att ordet var vikingalikt, och menade att vikingarna faktiskt kunde sagt så. Efter detta togs "hej" upp i studentkretsar i Uppsala på 1870-talet, för att bli allmänt spritt först på 1930-talet.
Det togs även upp av ungsocialisterna i 1900-talets början. Anton Nilson skrev 1980: "Per Albin Hansson blev redaktör för det nya förbundets tidning Fram. Ofta sammanträffade vi, hälsade vårt 'Hej'. (Det var ungsocialisterna som tog upp det lilla nätta ordet 'hej' efter Götiska förbundet, som låtit det falla i glömska, och genom ungsocialisterna och ungdemokraterna bredde det lilla ordet ut sig över hela landet och blev omsider ett allmänt hälsningsord."